# Seznam biskupů diecéze Green Bay
Seznam biskupů diecéze Green Bay od jejího založení v roce 1868 až po dnešek.

## Diecézní biskupové
1. Joseph Melcher (1868–1873)
2. Francis Xavier Krautbauer (1875–1885)
3. Frederick Francis Xavier Katzer (1886–1891), jmenován arcibiskupem arcidiecéze Milwaukee
4. Sebastian Gebhard Messmer (1891–1903), jmenován arcibiskupem arcidiecéze Milwaukee
5. Joseph John Fox (1904–1914), rezignoval
6. Paul Peter Rhode (1915–1945)
7. Stanislaus Vincent Bona (1945–1967), předtím biskup diecéze Grand Island
8. Aloysius John Wycislo (1968–1983), předtím pomocný biskup arcidiecéze Chicago, odešel do důchodu
9. Adam Joseph Maida (1983–1990), jmenován arcibiskupem arcidiecéze Detroit
10. Robert Joseph Banks (1990–2003), předtím pomocný biskup arcidiecéze Boston, odešel do důchodu
11. David Zubik (2003–2007), předtím pomocný biskup diecéze Pittsburgh, jmenován biskupem diecéze Pittsburgh
12. David Laurin Ricken (od 2008)

## Pomocní biskupové
- Mark Francis Schmitt (1970–1978), poté biskup diecéze Marquette
- Robert Fealey Morneau (od 1978)